# Alexandre Pérez-Ortiz Acedo
Alexandre Pérez-Ortiz Acedo   (Granollers, 6 d'abril de 1987) és un exjugador d'handbol català que jugà a la posició de central amb el BM Granollers a la Lliga ASOBAL.
Té un germà, Álvaro, que també és jugador professional d'handbol.